# 太平鸟

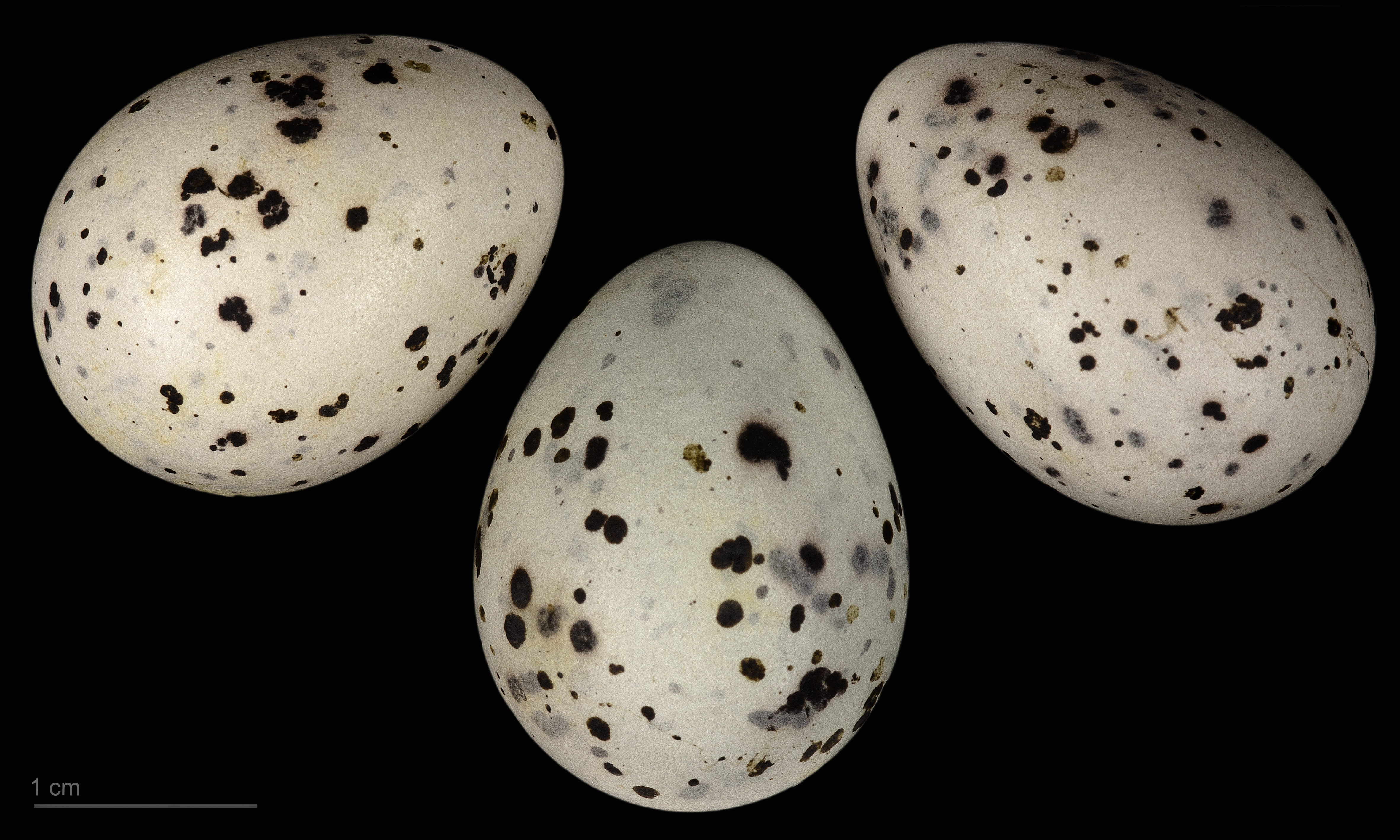
卵 Bombycilla garrulus

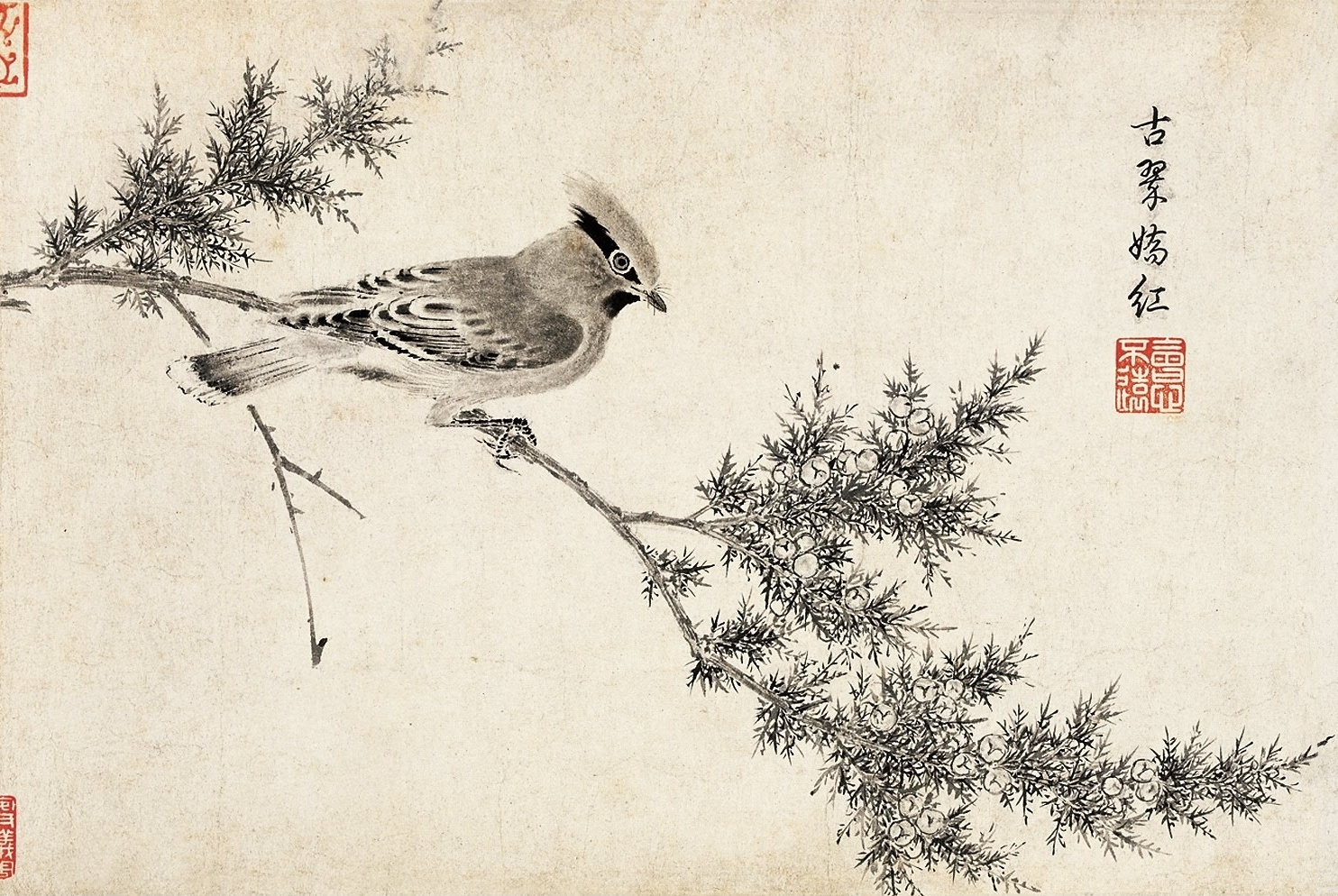
趙佶（宋徽宗）《写生珍禽图》卷描绘的太平鸟

太平鸟（学名：Bombycilla garrulus），又名黄连雀，為太平鳥屬下的一種鳥類。

## 分布
太平鸟广布于古北界，繁殖区西起欧洲北部延亚欧大陆经土耳其、塔吉克斯坦等中亚国家、阿富汗、蒙古、西伯利亚直抵东端的堪察加半岛，日本、朝鲜亦有本物种；在中国见于东部，北起黑龙江南直长江流域均有本物种，东南沿海的江苏、福建亦有本物种分布，在与福建隔海相望的台湾，本物种为冬候鸟，在中国东部本物种的分布最西限达到陕西、青海一线，另外在新疆的塔里木河沿岸另有一块分布区域可见本物种。

## 特征

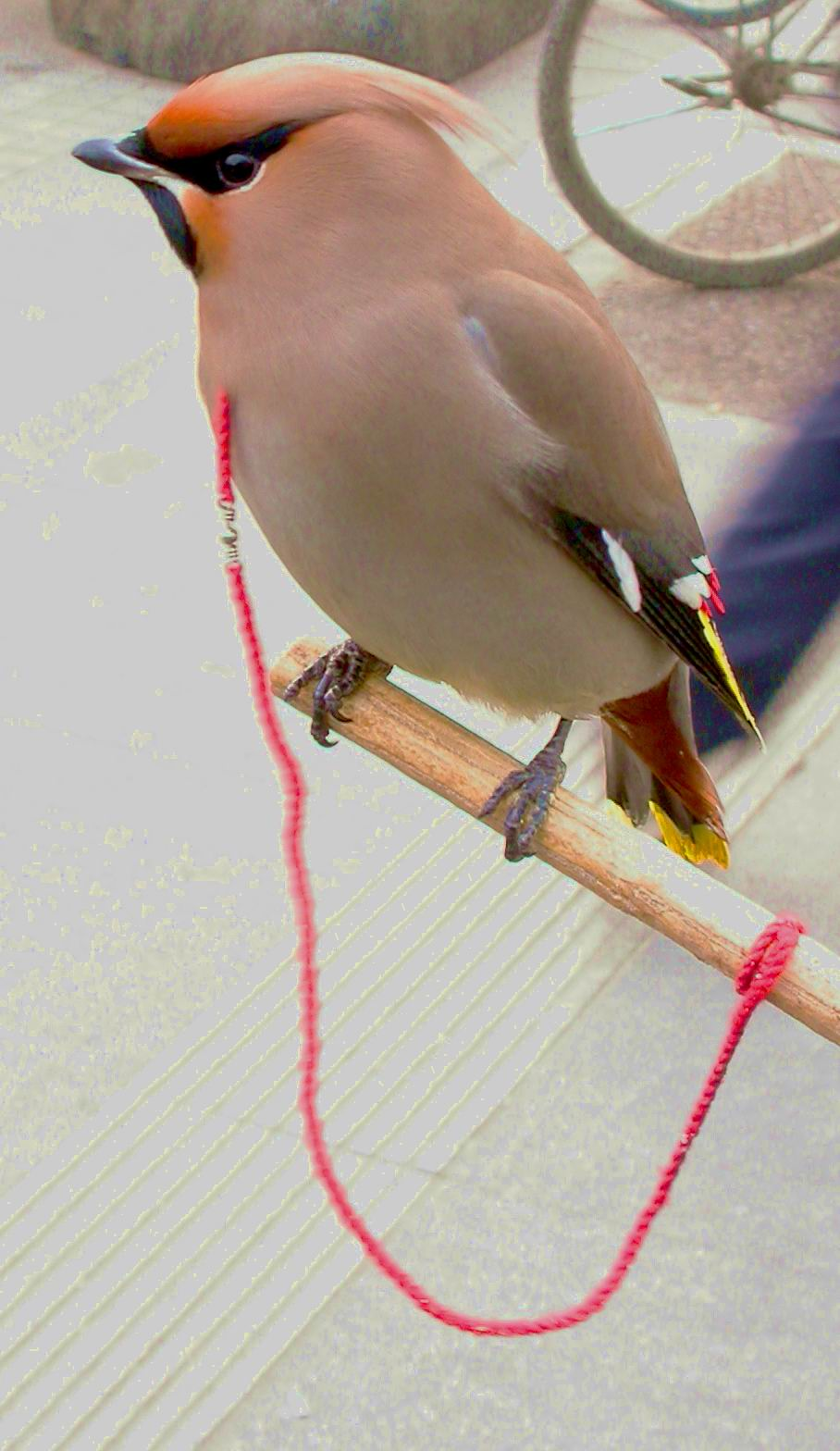
鸟市上待价而沽的太平鸟

太平鸟体形中等大小，体长约在19厘米左右。本物种雄雌同形同色，成鸟额部及面部前端为栗色，向头后部颜色逐渐变浅；额基部、眼先、眼周及眼后部有黑色纹带，颌部亦有黑色区域；本物种枕部黑色，与贯眼的黑色区域相链接，形成环绕头部的黑环；头顶具细长的簇状羽冠，这条羽冠常常覆盖在枕部的黑色羽区上，让人无法看到环绕头部的黑环；上背和肩部的羽毛灰色，略沾褐色；腰部及尾上覆羽纯灰色，且颜色越向尾部越深；尾羽颜色延续了尾上覆羽的灰色，但是各尾羽羽端均为宽约8毫米左右的明黄色端斑，颜色非常鲜艳，另外两枚中央尾羽羽轴的端部红色，但是这一特征常常随着羽毛的磨损而消失；翅上覆羽颜色与肩羽一致；初级覆羽端部白色，在翅上形成一道白色翅斑；初级飞羽黑色，外翈端部的颜色与尾羽端部一样，为鲜艳的明黄色，次级飞羽羽轴特化伸长出羽片外约8毫米，形成扁片状蜡质红色突起；胸部为褐灰色；腹部灰色；尾下覆羽则为鲜艳的栗色。虹膜、喙和足均为近黑色的褐色。叫声连续细弱。太平鸟体羽基色变化平缓，特殊部位颜色鲜亮，体形体态优美，外形颇为俊俏悦目。飞羽和尾羽端部的明黄色斑块是本物种的辨识特征，也是区分本物种和同属近似种小太平鸟的重要特征，后者在这些部位呈现给人们的都是鲜艳的红色斑块。

## 习性
太平鸟性喜结群活动，栖息地多为高大的针叶和阔叶林带，它们常常结成大群活动于这些高大乔木的顶端。
太平鸟系以植物性食物为主的杂食性鸟类，喜取食各种植物的种子和果实，繁殖期的太平鸟会较多的取食昆虫，而冬春季节它们则以各种植物的果实为食物，它们的食谱上有松柏的种子、槐树的果荚等，在冬天食物匮乏的时候，它们还常常会以残留枝端的忍冬或柿子为食，干枯的枝条，鲜红的忍冬果和外形俊俏的太平鸟常常构成一幅优美的画面。

## 繁殖与保护
太平鸟在高大乔木的顶端筑巢繁殖，它们的巢由细树枝搭建而成，呈杯状，内衬苔藓、羽毛等柔软材料；每巢产卵5－7枚，卵淡紫色具褐色条纹；孵化期约14天。
本物种未被列入中国的保护动物目录，但受到非法鸟类贸易的威胁。在世界自然保护联盟的红皮书中是近危物种。

## 太平鸟与非法鸟类贸易
太平鸟是中国传统笼养鸟种。它们形象俊美，虽然没有动听的叫声，但经过一段时间的训练就可以完成叼纸牌、取硬币、打水等难度不一的杂耍节目，因而颇受养鸟玩鸟者的喜爱。但是本物种至今没有实现人工饲养条件下的繁殖，因而出现在市场上的太平鸟均是直接捕捉自野外。这种非法鸟类贸易直接造成了本物种种群数量的下降，以北京为例，太平鸟曾经是当地冬季优势鸟种之一，但最近几年，除了在非法鸟市尚可见到本物种外，在野外已经难觅他们的身影了。另外城市树种单一，外来种入侵挤占也是造成太平鸟在城市中数量减少的原因。